# Neded
Neded est un village de Slovaquie situé dans la région de Nitra.

## Histoire
Première mention écrite du village en 1113.

## Démographie

### Évolution de la population
| Année:               | 1994. | 2004.   | 2014.   | 2024.   |
| -------------------- | ----- | ------- | ------- | ------- |
| Nombre de personnes: | 3152  | 3102    | 3303    | 3174    |
| Différence:          |       | -1,58 % | +6,47 % | -3,90 % |

| Année:               | 2023. | 2024.   |
| -------------------- | ----- | ------- |
| Nombre de personnes: | 3193  | 3174    |
| Différence:          |       | -0,59 % |